# Ichirgu-boil
L'Ichirgu-boil(a) ou Ichirguboil(a) (vieux-bulgare : чрьгобыля ; bulgare : Ичиргу боила) désignait dans le Premier Empire bulgare (681–1018) un officier de haut rang qui commandait la garnison de la capitale. Il était à la tête de 400 cavaliers lourds. C'était le personnage le plus important de l'empire après le Khan et le Kavkhan. En temps de paix, l'Ichirgu-boil pouvait également remplir des fonctions diplomatiques.
Selon l'historien bulgare Veselin Beshevliev (en), le terme irchigu serait d'origine turco-altaïque et signifierait « interne ». Pour d'autres, il serait d'origine caucasienne et signifierait « archer ». Boil(a) désigne un noble, un seigneur.
Une inscription funéraire découverte en 1952 à Preslav —capitale de l'Empire bulgare de 893 à 972— lors de fouilles archéologiques, mentionne l'existence de l'Ichirgu-boil Mostich (en), qui servait sous les empereurs Siméon Ier (893–927) et Pierre Ier (927–969).